# Matrícula de honor
La matrícula de honor (también "sobresaliente con matrícula de honor") es una mención o calificación extraordinaria que se puede conceder en una asignatura de algún título universitario y que conlleva la gratuidad en las tasas universitarias del siguiente curso.
Según la Real Academia de la Lengua, la matrícula de honor es la "mejora de la nota de sobresaliente, que se concede en los exámenes y da derecho a una matrícula gratuita en el curso siguiente" (la RAE no lo define como una calificación, sino una mención, una "mejora"). Igualmente, según la Gran Enciclopedia Catalana, la matrícula de honor es la "calificación máxima y extraordinaria obtenida en una materia que generalmente permite matricularse gratuitamente el siguiente curso en la materia equivalente".
En el caso de algunas universidades, como es el caso de la Universidad de Valencia, se le denomina "sobresaliente con matrícula de honor". En el caso de la Universidad de Valencia, la "matrícula de honor" no es una calificación, sino una mención extraordinaria sobre la calificación máxima (que es sobresaliente). Tal como recoge la propia Universidad de Valencia, con una calificación de 9,00 a 10,00 la calificación puede ser "sobresaliente" o "sobresaliente con matrícula de honor". También en el caso de la Universidad de Alicante, la matrícula de honor es una mención, no una calificación.
La obtención de la mención de "matrícula de honor", además de reconocer el alto rendimiento académico de un estudiante en una determinada materia, supone la gratuidad (bonificación) del importe de la matrícula el curso académico universitario siguiente equivalente al importe del número de créditos en los que se haya obtenido dicha mención. En el sistema universitario de España, en las universidades privadas como en las públicas toda titulación conlleva un importe económico, por lo que los efectos de la matrícula de honor son siempre los mismos (gratuidad de la matrícula) sea una universidad privada o pública.
El número de matrículas de honor concedidas no puede exceder del 5% del alumnado matriculado en una materia universitaria. Si el número de estudiantes matriculados en una materia es inferior a 20, únicamente se podrá conceder una mención de "matrícula de honor".

## Matrícula de honor
La matrícula de honor en el sistema universitario de España está regulado por el Real Decreto 1125/2003, de 5 de septiembre, por el que se establece el sistema europeo de créditos y el sistema de calificaciones en las titulaciones universitarias de carácter oficial y validez en todo el territorio nacional.
«La mención de «Matrícula de Honor» podrá ser otorgada a alumnos que hayan obtenido una calificación igual o superior a 9.0. Su número no podrá exceder del cinco por ciento de los alumnos matriculados en una materia en el correspondiente curso académico, salvo que el número de alumnos matriculados sea inferior a 20, en cuyo caso se podrá conceder una sola «Matrícula de Honor».»
La matrícula de honor en la universidad se puede conceder en cada materia matriculada de la carrera al estudiante que obtiene una calificación igual o superior a 9.00 y que además merezca dicha mención extraordinaria, reconociéndose el rendimiento académico del estudiante premiado y conlleva un descuento en las tasas de la matrícula del año siguiente iguales al número de créditos en los que se obtuvo dicha distinción. La legislación establece que cada facultad puede otorgar una matrícula de honor por cada veinte estudiantes.
Puede suceder obtener la calificación de 10,00 sobresaliente en una asignatura y no obtener la mención de matrícula de honor. La mención de Matrícula de Honor se regula como un reconocimiento opcional, no es automático. Por ello un alumno puede tener un 10 de calificación y no obtener dicha mención y viceversa. Se trata de un reconocimiento adicional a la calificación en la asignatura.
Como se puede observar en el ejemplo, una nota de 10,00 sobre 10,00 en una asignatura puede ser sobresaliente, pero no tiene por qué ser una mención de matrícula de honor.
| Materia                | Calificación numérica | Calificación       | Créditos ECTS de la asignatura | Convocatoria | Renuncias |
| ---------------------- | --------------------- | ------------------ | ------------------------------ | ------------ | --------- |
| Derecho civil          | 10,00                 | Sobresaliente      | 12                             | 1            | 0         |
| Derecho penal          | 10,00                 | Matrícula de honor | 6                              | 1            | 0         |
| Derecho constitucional | 9,00                  | Sobresaliente      | 6                              | 1            | 0         |
| Derecho de la UE       | 8,00                  | Notable            | 9                              | 1            | 0         |
| Derecho Internacional  | 10,00                 | Matrícula de honor | 9                              | 1            | 0         |
| Derecho administrativo | 7,00                  | Notable            | 10                             | 1            | 0         |

Las matrículas universitarias de honor están reguladas por cada comunidad autónoma y cada universidad. Por ejemplo, en la UNED está regulado por la Orden ECD/1097/2016, de 5 de julio, por la que se fijan los precios públicos de los servicios académicos universitarios en la Universidad Nacional de Educación a Distancia para el curso 2016-2017.
Los estudiantes con mejor expediente de cada promoción puede ser reconocidos con el Premio Extraordinario de Fin de Carrera. Los centros (que pueden ser Facultades o Escuelas Politécnicas) proponen al Consejo Universitario la concesión de premios extraordinarios para cada titulación universitaria.
Entre personas célebres que obtuvieron matrículas de honor en su etapa universitaria están Mario Conde o Jesús Posada.

## Mención extraordinaria
En el año 2023, una alumna de la Universidad de Oviedo reclamó a la Universidad la mención matrícula de honor tras obtener una calificación de 10,00-sobresaliente en el Trabajo de Fin de Grado (TFG). La cuestión resultó ser que la matrícula de honor no es una calificación, sino una mención que la universidad o los profesores universitarios deciden otorgar o no.
Por otro lado, al ser una mención extraordinaria, es el profesor de la materia quien elige si la concede o no. Así, el catedrático de economía de la Universidad de Granada Daniel Arias Aranda expresó en una entrevista "en esta década no he puesto una matrícula de honor. La última fue antes de la pandemia. Hace diez o quince años tenía más alumnos que merecían matrícula de honor de las que podía poner. Ya no tengo ese problema.".

## Efectos económicos
La aplicación de una o varias matrículas de honor obtenidas en el curso universitario inmediatamente anterior, y en los mismos estudios, dará lugar a una bonificación en el importe total de la matrícula del alumno equivalente al importe del mismo número de créditos de las asignaturas del curso en el que se matricule. La bonificación se lleva a cabo, una vez calculado el importe de la matrícula.
El efecto fundamental y principal de la matrícula de honor es la bonificación en el precio de la matrícula. En el sistema universitario de España, en las universidades privadas como en las públicas toda titulación conlleva un importe económico. En el caso de las universidades públicas se denomina "precio público" y los precios de las matrículas son fijados anualmente por cada comunidad autónoma (véase, tasas universitarias en España). Por ello, el efecto de la matrícula de honor es la gratuidad (bonificación) del importe de la matrícula del curso siguiente, sea una universidad privada o pública.

## La matrícula de honor en los TFG
La mención de matrícula de honor en los Trabajos de Fin de Grado es distinta a la mención general de las demás asignaturas universitarias del plan de estudios. En el caso de los Trabajos de Fin de Grado, la concesión de esta mención extraordinaria es más limitado y está sujeta a un procedimiento más estricto.
En el caso de la Universidad Complutense de Madrid (UCM), dispone de un procedimiento específico para la concesión de la mención de matrícula de honor en el Trabajo de Fin de Grado (TFG). Entre el procedimiento está la creación (composición y nombramiento) de un Tribunal de Matrícula de Honor para TFG, que será el órgano competente para conceder esta mención entre los Trabajos Fin de Grado propuestos para mención de Matrícula de Honor.
Del mismo modo, la Universidad de Zaragoza también dispone de un procedimiento especial y de la creación de un Tribunal de Matrícula de Honor para TFG. Este órgano es el encargado de conceder esta mención a los alumnos que hayan sido propuestos para esta mención.

## Otros
La matrícula de honor universitaria no se debe confundir con la distinción de matrícula de honor en el Bachillerato. En el caso del Bachillerato, se trata de una distinción o un premio, creado por el Gobierno de España en el año 2012, que se otorga al mejor expediente académico de cada promoción de Bachillerato. Tal como explicó el Gobierno de España cuando creó esta distinción, este premio pretende "reconocer el esfuerzo de aquellos alumnos que alcanzan unas calificaciones sobresalientes, vinculando el reconocimiento a una valoración global más que a cada una de las materias". Por lo que este premio en Bachillerato no tiene que ver con la matrícula de honor en la universidad (que se concede sobre una única asignatura universitaria). La distinción de matrícula de honor en el Bachillerato que se concede al mejor expediente es más parecida al Premio Extraordinario de Fin de Carrera de la universidad (que se concede al mejor expediente de cada carrera universitaria).

## Legislación
- Real Decreto 1125/2003, de 5 de septiembre, por el que se establece el sistema europeo de créditos y el sistema de calificaciones en las titulaciones universitarias de carácter oficial y validez en todo el territorio nacional.